# 阿阿拉姆巴达
阿阿拉姆巴达（Aarambhada），是印度古吉拉特邦Jamnagar县的一个城镇。总人口15008（2001年）。

## 人口
该地2001年总人口15008人，其中男性7725人，女性7283人；0—6岁人口2409人，其中男1294人，女1115人；识字率53.43%，其中男性为63.07%，女性为43.21%。